# ZIM (przedsiębiorstwo)
ZIM Integrated Shipping Services Ltd. (hebr. ‏צים - שירותי ספנות משולבים בע"מ‎) – izraelskie przedsiębiorstwo żeglugowe z siedzibą w Hajfie, prowadzące transport kontenerowy. Jest to spółka publiczna, której akcje notowane są na giełdzie w Nowym Jorku (NYSE); rząd Izraela posiada złotą akcję z prawem weta w kwestiach strategicznych.
W kwietniu 2024 roku ZIM był 9. pod względem wielkości morskim przewoźnikiem kontenerowym na świecie. Przedsiębiorstwo operowało flotą 131 kontenerowców o łącznej pojemności 707 332 TEU. W rankingu największych spółek publicznych świata Global 2000, opublikowanym przez Forbesa w 2023 roku, przedsiębiorstwo zajęło 1133. pozycję; 5. wśród przedsiębiorstw izraelskich.
Nazwa przedsiębiorstwa pochodzi od hebrajskiego słowa ‏צים‎ (zim w transkrypcji na język angielski), które pojawia się w Biblii w znaczeniu „duży statek”. Jest ona jednocześnie akronimem utworzonym od słów ‏צי ימי מסחרי‎, oznaczających „morską flotę handlową”. Logo przedsiębiorstwa – siedem niebieskich (pierwotnie złotych) gwiazd Dawida – nawiązuje do projektu flagi Izraela z 1897 roku, autorstwa Theodora Herzla.

## Działalność
Podstawę działalności przedsiębiorstwa stanowi morski transport kontenerowy. W 2023 roku spółka utrzymywała 67 regularnych połączeń towarowych, obsługując około 310 portów w 90 krajach świata, na wszystkich kontynentach z wyjątkiem Antarktydy. Roczna ilość przewożonego ładunku wyniosła 3,28 mln TEU. Najbardziej znaczącym obszarem działalności ZIM były przewozy transpacyficzne pomiędzy Azją a Ameryką Północną, które wygenerowały 45% całkowitego przychodu z tytułu przewozów kontenerowych.
W kwietniu 2024 roku przedsiębiorstwo było armatorem 131 kontenerowców o łącznej pojemności 707 332 TEU oraz 16 samochodowców. Niemal cała flota była czarterowana od innych przedsiębiorstw na podstawie kilkuletnich kontraktów. W grudniu 2023 roku jedynie 9 statków (6% ówczesnej floty) stanowiło własność ZIM. Model biznesowy obrany przez ZIM jest nietypowy dla branży kontenerowej – udział statków własnych we flotach przewoźników kontenerowych jest zwykle kilkakrotnie wyższy (średni odsetek w grudniu 2023 roku wynosił 56%).
W 2023 roku przedsiębiorstwo uzyskało przychód w wysokości 5,2 mld USD – 76% pochodziło z przewozów kontenerowych, 10% z przewozów innych ładunków (głównie samochodów), a 13% z tytułu innych usług logistycznych oraz opłat przestojowych. Strata netto wyniosła 2,7 mld USD. Wielkość zatrudnienia wynosiła około 6460 osób.

## Historia
Przedsiębiorstwo zostało założone 7 czerwca 1945 roku, wkrótce po zakończeniu II wojny światowej w Europie, a trzy lata przed ustanowieniem państwa Izrael. Jego współzałożycielami były: Agencja Żydowska, spółka żeglugowa Nachszon (własność związku zawodowego Histadrut) oraz Palestyńska Liga Morska. Założycielom ZIM-u przyświecała idea stworzenia krajowych linii żeglugowych, które zapewniłyby nowo powstającemu państwu swobodny dostęp do świata zewnętrznego w obliczu niepewnej sytuacji geopolitycznej, przy czym miały być one przedsięwzięciem komercyjnym. Pierwszy statek, pasażersko-towarowy „Kedma”, nabyty został w 1947 roku w Wielkiej Brytanii. 
W pierwszych latach działalność przedsiębiorstwa koncentrowała się w dużej mierze na transporcie imigrantów żydowskich do Izraela (alija). Znaczna część kadry ZIM była uprzednio zaangażowana w przewóz migrantów w ramach operacji Alija Bet, prowadzonej potajemnie, omijając ścisłe restrykcje imigracyjne nałożone przez brytyjską administrację terytorium Palestyny, które obowiązywały do czasu ogłoszenia niepodległości przez Izrael. W szczytowym, 1949 roku na pokładzie statków ZIM do kraju przybyło blisko 100 000 osadników. W kolejnych latach na znaczeniu rósł ruch turystyczny; jednocześnie powiększano flotę statków towarowych. Gwałtowny rozwój przedsiębiorstwa nastąpił w latach 1954–1960, kiedy starzejącą się flotę uzupełniły 34 nowoczesne statki pasażerskie i towarowe zbudowane w zachodnioniemieckich stoczniach, zakupione na korzystnych warunkach uzgodnionych w ramach programu reparacji wojennych. W 1959 roku rząd Izraela został 30-procentowym udziałowcem w spółce, od 1965 roku był on udziałowcem większościowym (80%). Do 1966 roku flota, którą operował ZIM, rozrosła się do 150 statków.
Zapotrzebowanie na morskie przewozy pasażerskie zanikło wraz z upowszechnieniem się transportu lotniczego. Ostatnim statkiem pasażerskim zbudowanym dla ZIM był luksusowy wycieczkowiec „Szalom” (1964). Ze względu na nierentowność statek sprzedano po trzech latach eksploatacji. Tym samym przedsiębiorstwo ograniczyło działalność do przewozów towarowych. W 1972 roku ZIM, jako jeden z pierwszych przewoźników na świecie, rozpoczął eksploatację kontenerowców. Do końca XX wieku wyparły one we flocie przedsiębiorstwa inne rodzaje statków towarowych.
W latach 1999–2004 przedsiębiorstwo poddano prywatyzacji, jego właścicielem została spółka Ofer Brothers Group. Rząd izraelski zachował pojedynczą złotą akcję, dającą mu prawo weta w kwestiach strategicznych. W 2021 roku przedsiębiorstwo przekształcone zostało w spółkę publiczną, jej akcje wprowadzone zostały do obiegu na giełdzie w Nowym Jorku (NYSE).

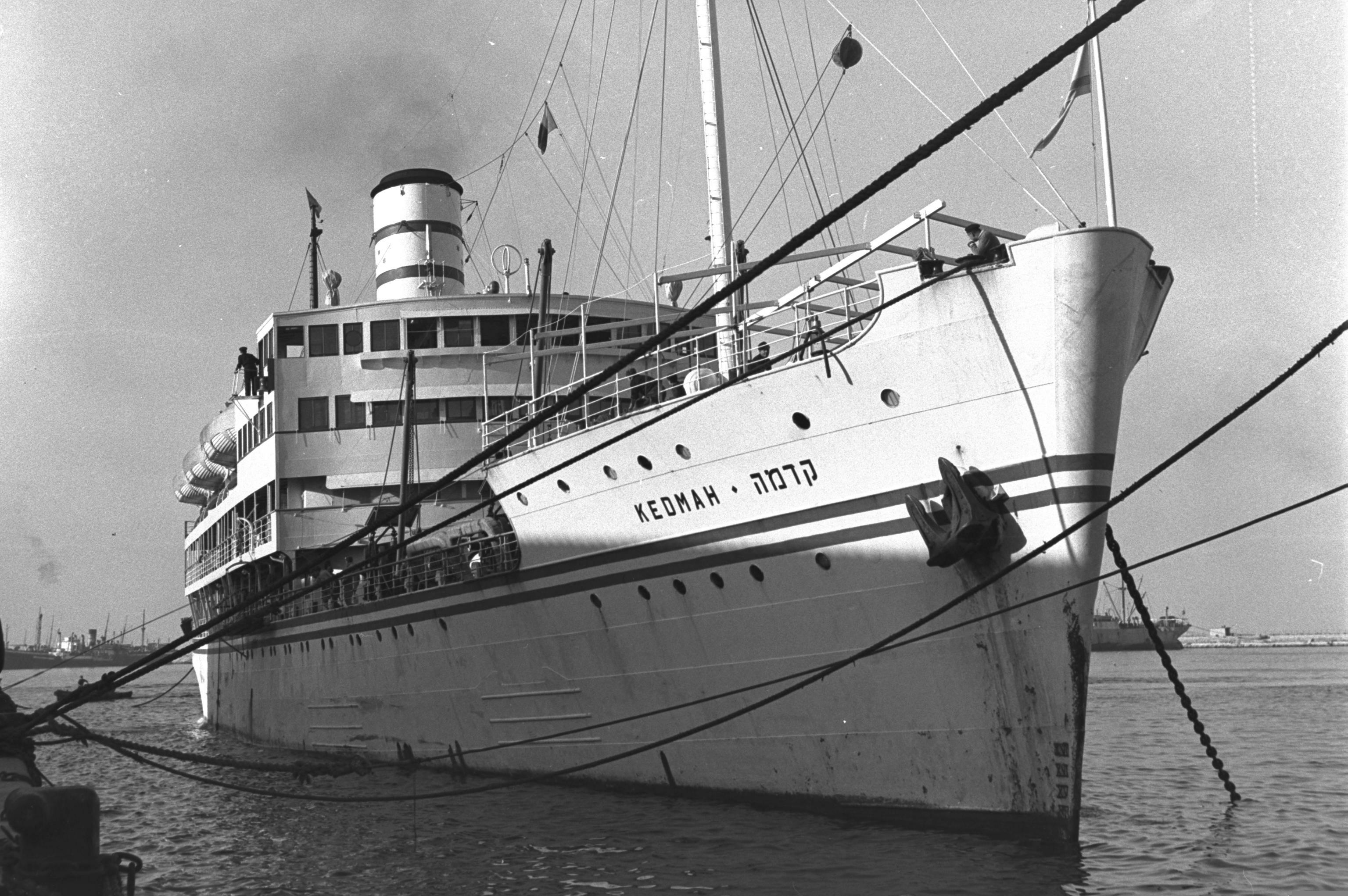
„Kedma” – pierwszy statek należący do ZIM
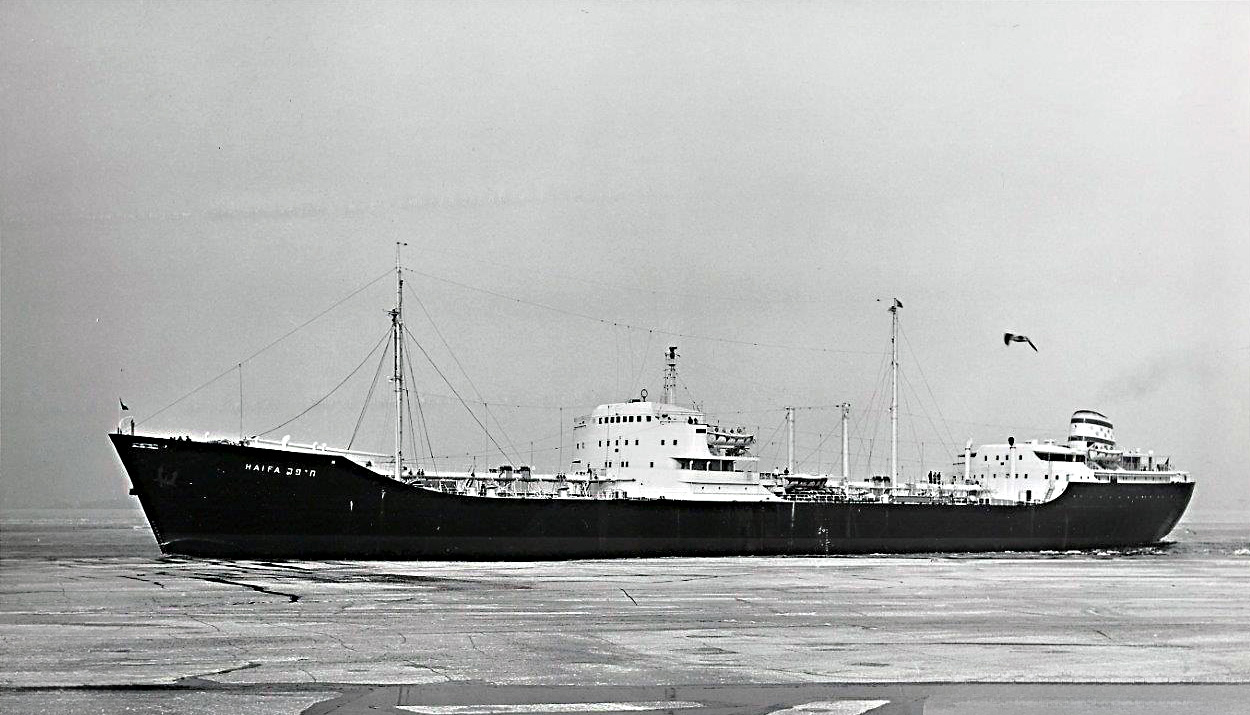
Zbiornikowiec „Hajfa” (1956)
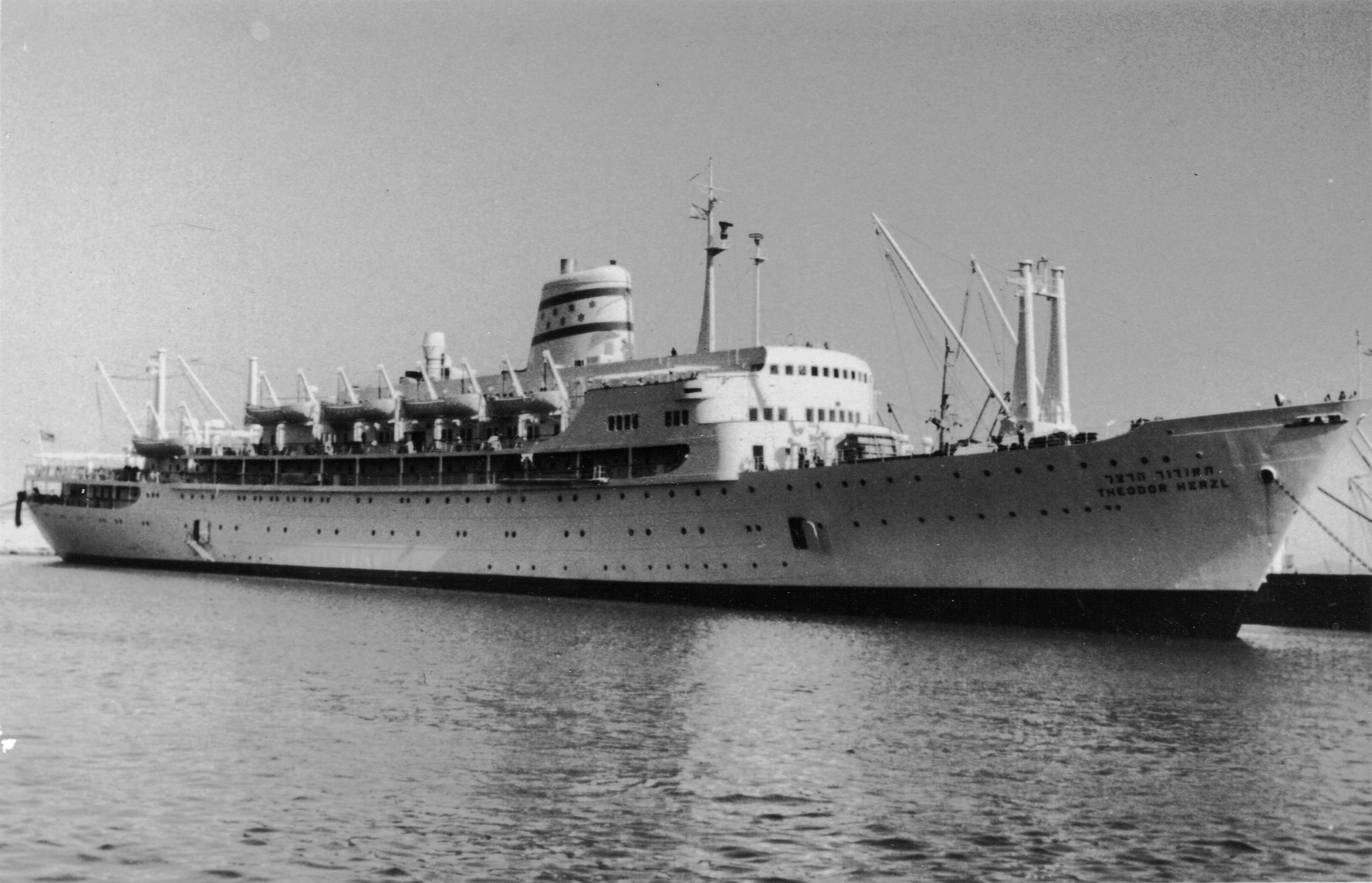
Statek pasażerski „Theodor Herzl” (1957)
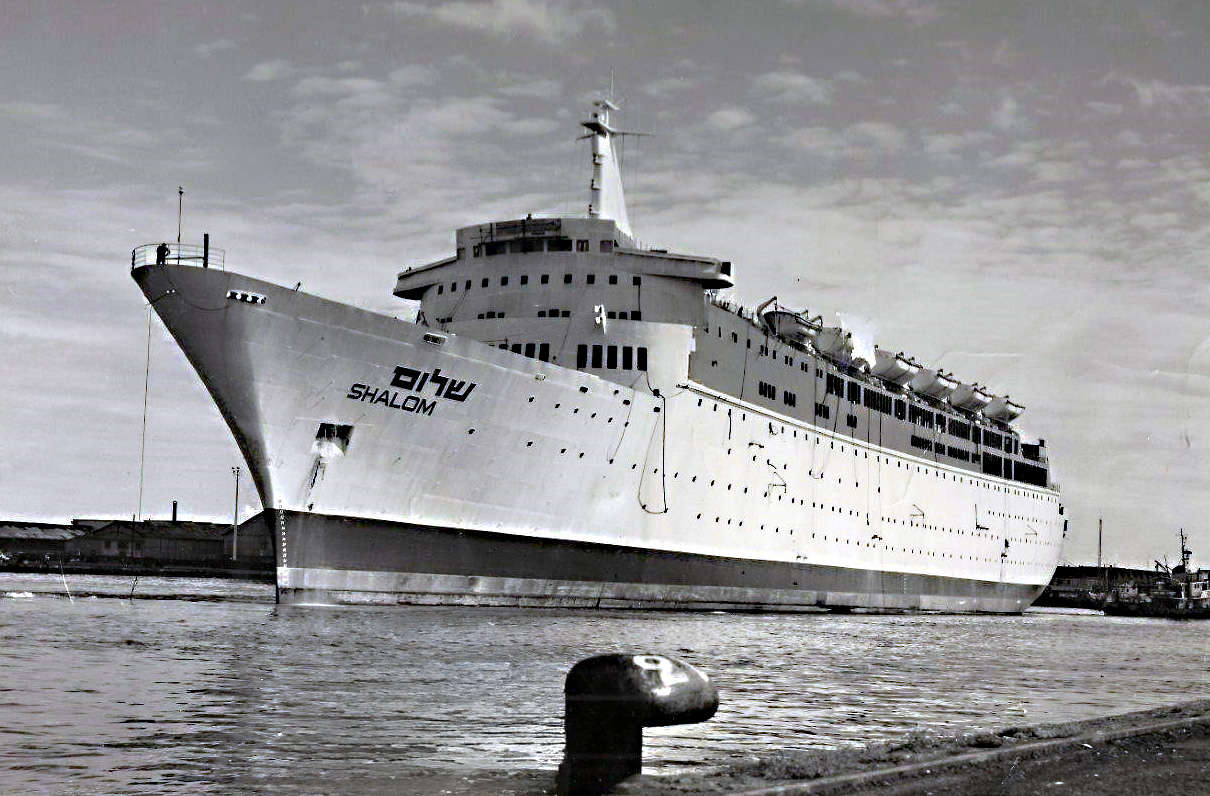
Luksusowy wycieczkowiec „Szalom”(inne języki) (1964), ostatni statek pasażerski we flocie ZIM